# Иљушин Ил-103
Иљушин Ил-103 је једномоторни лаки вишенаменски руски нискокрилни авион за обуку и тренажу пилота развијен првом половином 1990-их година. То је био први руски авион који је поред руског сертификата (No89-103 АП МАК од фебруара 1996) добио и амерички (NoА45CE FAA од децембра 1998) ФАА сетификат тј. могућност продаје на тржишту САД.

## Пројектовање и развој
Авион Ил-103 је настао на захтев Совјетског ратног ваздухопловства које је имало потребу да замени дотрајала авионе за основну обуку пилота како војних тако и цивилних. Само ваздухопловство Совјетског Савеза је имало потребе за 500 ових школских авиона. Пројект је почео да се ради 1990. године са планом да се заврши у другој половини 1993. године. Рок је мало пробијен тако да је први пробни лет обављен 17.05.1994. године. Руску пловидбену дозволу је добио почетком 1996. године када почиње и његова оперативна употреба.

### Технички опис
Ил-103 је лаки школски авион за почетну обуку пилота. То је авион металне конструкције нискокрилни једнокрилац са једним клипним ваздухом хлађеним боксер мотором са 6 цилиндара, фиксним стајним трапом система „трицикл“ са предњом носном ногом. Опремљен је мотором од 156 kW произвођача (алтернативно по жељи купца) Teledyne Continental или Textron Lycoming, и металном двокраком елисом променљивог корака пречника 1,9 метара, производње Hartzell.

### Варијанте авиона Ил-103
- Ил-103 - основна производна верзија авиона за руско тржиште,
- Ил-103-10 - производна извозна верзија авиона са побољшаном авиоником,
- Ил-103-11 - извозна верзија авиона направљена за пробирљиво западно тржиште са богатом опремом, избором мотора и томе слично.
- Ил-103-. - варијанта авиона намењена пољопривредној авиацији (још је у развоју)

## Оперативно коришћење
Посаду авиона Ил-103 сачињава 1 члан тј. пилот. Оперативно се користи у Белорусији 4 примерака, у Лаосу 3 примерка у Перуанској морнарици 6 примерака, и Оружаним снагама Јужне Кореје 23 примерка и у Русији 30 примерака. Направљено је укупно 66 примерака ових авиона. Авион има руски и амерички сертификат тако да нема сметњи за његову светску дистрибуцију. Могућност примене авиона је широка од основног школовања пилота, тренаже, авио-такси, курирске службе, поштанског саобраћаја, пољопривредна авијација, инспекцијски надзор (далеководи, нафтоводи, гасоводи, шуме, еколошки мониторинг и сл.), пословни авион, редован авио саобраћај, спортско ваздухопловство до туристичког авиона за панорамске летове.

## Земље које користе овај авион
- Белорусија
- Лаос
- СССР
- Јужна Кореја
- Перу